# Єжевиці (Куявсько-Поморське воєводство)
Єжевиці (пол. Jeżewice) — село в Польщі, у гміні Лабішин Жнінського повіту Куявсько-Поморського воєводства.
Населення — 121 особа (2011).
У 1975-1998 роках село належало до Бидгощського воєводства.

## Демографія
Демографічна структура станом на 31 березня 2011 року:
|          | Загалом | Допрацездатний вік | Працездатний вік | Постпрацездатний вік |
| -------- | ------- | ------------------ | ---------------- | -------------------- |
| Чоловіки | 60      | 15                 | 38               | 7                    |
| Жінки    | 61      | 11                 | 41               | 9                    |
| Разом    | 121     | 26                 | 79               | 16                   |